# 托马斯·赫斯特
托马斯·赫斯特（德語：Thomas Hörster，1956年11月27日—），德国男子足球运动员，司职后卫。他曾代表西德国奥队参加1988年夏季奥林匹克运动会足球比赛，获得一枚铜牌。